# Plocama puberula
Plocama puberula es una especie de planta fanerógama perteneciente a la familia Rubiaceae. Es un endemismo de Socotra en Yemen. Su hábitat natural son las áreas rocosas. 

## Taxonomía
Plocama puberula fue descrita por (Balf.f.) M.Backlund & Thulin y publicado en Taxon 56: 324. 2007.
Sinonimia
- Gaillonia puberula Balf.f.`
- Neogaillonia puberula (Balf.f.) Lincz.[3]